# Бибиков, Дмитрий Иванович
Дмитрий Иванович Бибиков (1916—1997) — русский зоолог, специалист по суркам и волку, сопредседатель рабочей группы по волку Международного союза охраны природы, профессор, доктор биологических наук, известный российский специалист по суркам (Marmota).

## Биография
Родился 16 сентября 1916 года в Петрограде в старой дворянской, но настроенной революционно семье. Отец Иван Иванович Бибиков (1882—1935), видный юрист, охотник и заводчик ирландских сеттеров, из-за своих революционных взглядов сидел в царских тюрьмах, в том числе в Петербургских «Крестах» (где экстерном сдал экзамены на юрфак). Дед Иван Николаевич Бибиков (1829—1891).  Мать (А. М. Палицина) умерла в 1918 году от тифа, когда Дмитрию было около одного года и далее его воспитывали сёстры отца: сначала Надежда Ивановна, а потом Ольга Ивановна Заремба.
- 1935—1941 — учёба на биологическом факультете Московского университета[1]
- август 1941 — октябрь 1942[4] — участник Великой Отечественной войны, воевал под Тулой, Орлом, Юхновом, Козельском, Калугой; радиобатальон 139-го зенитно-артиллерийского полка
- 1942—1943 — демобилизован для работы в Иркутском противочумном институте
- 1943—1946 — работал в Читинской противочумной станции
- 1946—1950 — учёба в аспирантуре Института эпидемиологии и микробиологии имени Н. Г. Гамалеи АМН СССР (в лаборатории медицинской зоологии у Н. П. Наумова)
- 1950 — защита кандидатской диссертации «Птицы очага японского энцефалита в Южном Приморье»
- 1950—1971 — работа в Алма-Ате в Среднеазиатском противочумном НИИ (где многие годы заведовал лабораторией зоологии)
- 1965 — защита докторской диссертации «Сурки и чума в горах Средней Азии»
- 1971—1975 — работа в Москве в Центральной лаборатории охраны природы Минсельхоза СССР, руководитель отдела повышения продуктивности охотничьих угодий[2].
- 1975 — .. — научный сотрудник, затем профессор-консультант ИЭМЭЖ АН СССР.
- 1972— .. — член рабочей группы по волку МСОП, а позднее её сопредседатель[1]
- 1983 — инициатор создания и председатель Национальной рабочей группы по волку при Всесоюзном териологическом обществе

Биолог М. А. Микулин назвал в честь Д. И. Бибикова новый вида блох Сeratophyllus dimi.
Умер 12 ноября 1997 года.

## Семья
- Первая жена — Наталия Фёдоровна Дарская (1918—2014), афаниптеролог.
  - Дочь — Александра Дмитриевна Бибикова (26 октября 1943—12 января 1985), биохимик[4].
- Вторая жена — Валентина Александровна  урождённая Розит (1922—1978), энтомолог[4].
  - Дочь — Анна Дмитриевна Бибикова (6.12.1950—до 2017)[4]
  - Сын — Андрей Дмитриевич Бибиков (28.8.1956—06.1990)[4],
- Третья жена — Лариса Александровна Соколова (1938—1996), паразитолог[4].

## Основные труды
Более 230 публикаций и 8 монографий.
- Бибиков Д. И. Горные сурки Средней Азии и Казахстана / Отв. ред. А. Г. Банников; Моск. о-во испытателей природы. — М.: Наука, 1967. — 200 с. — (Материалы к познанию фауны и флоры СССР. Новая серия. Отд. зоол.; Вып. 44 (LIX)).
- Бибиков Д. И. и др. Природные очаги чумы сурков в СССР / Авт.: Д. И. Бибиков, С. А. Берендяев, Л. А. Пейсахис, Е. А. Шварц. — М.: Медицина, 1973. — 192 с.
- Ответственный редактор и составитель книги «Сурки. Биоценотическое и практическое значение» (1980).
- Ответственный редактор и составитель книги «Волк. Происхождение, систематика, морфология, экология» (М., Наука, 1985. — 606 с.). Книга получила Диплом МОИП.
- Бибиков Д. И. Сурки. — М.: Агропромиздат, 1989. — 256, [12] с. — ISBN 5-10-001018-5.

- Ответственный редактор и составитель сборника научных трудов «Экология, поведение и управление популяциями волка» (М., ИЭМЭЖ АН СССР, 1989).

### Статьи
- Бибиков Д. Волк среди волков // Вокруг света. Ноябрь 1989.
- Бибиков Д. И. Волки (взгляд эколога) // «Охотничьи просторы», 48, 1991, с.70—79;
- Бибиков Д. И. Человек и волк на рубежах веков // «Охотничьи просторы», № 3, 1996 (9), с.162—172;
- Бибиков Д. И. Об охотничьем детстве, своей семье и охоте // «Охотничьи просторы», Книга 3, 1998 (17), с.190—202.
- Бибиков Д. И., Штильмарк Ф. Р. «Враг народа» или пушной зверь? // Зеленый мир. 1993. — № 12.